# Jüdischer Friedhof (Suhl)

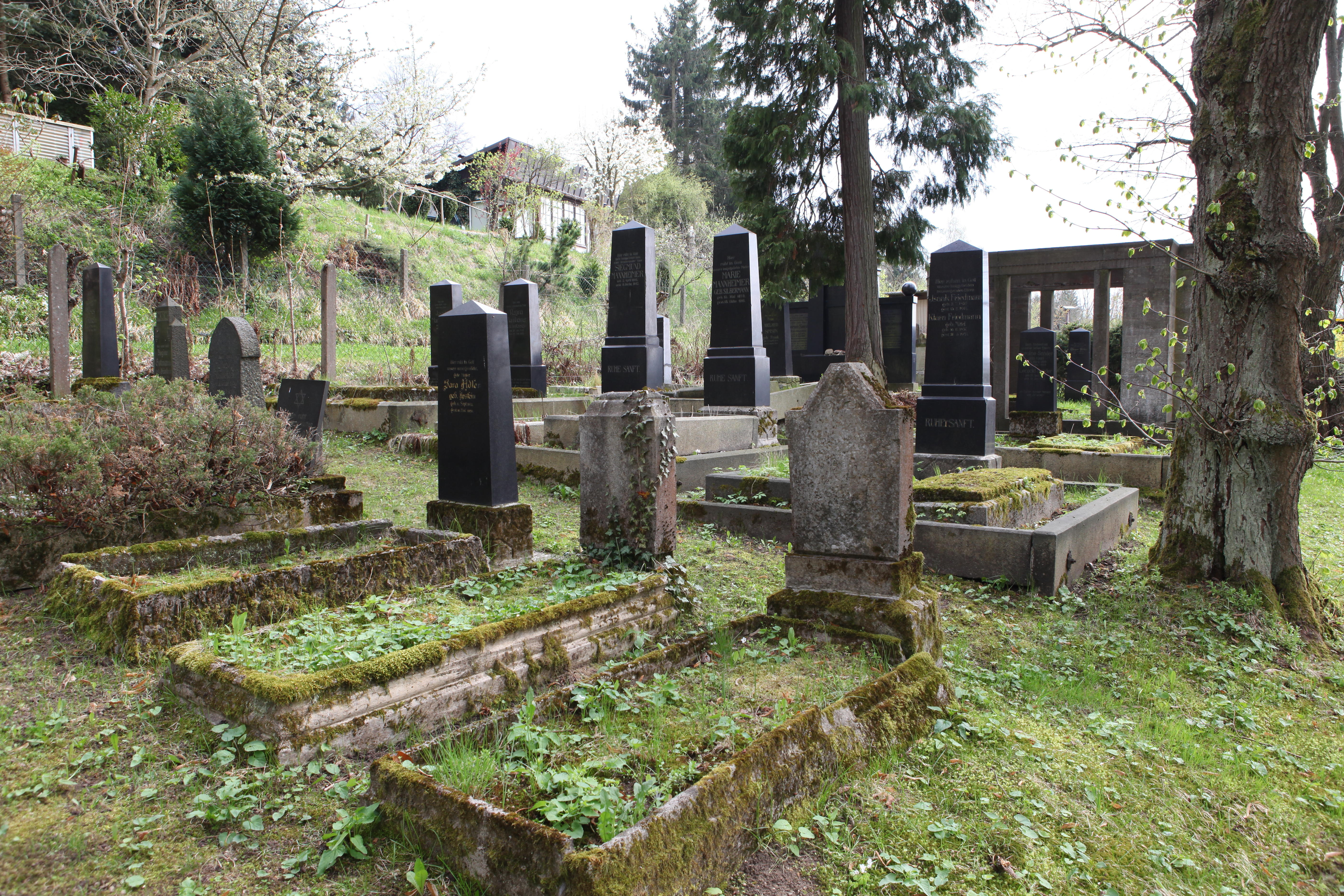
Jüdischer Friedhof in Suhl

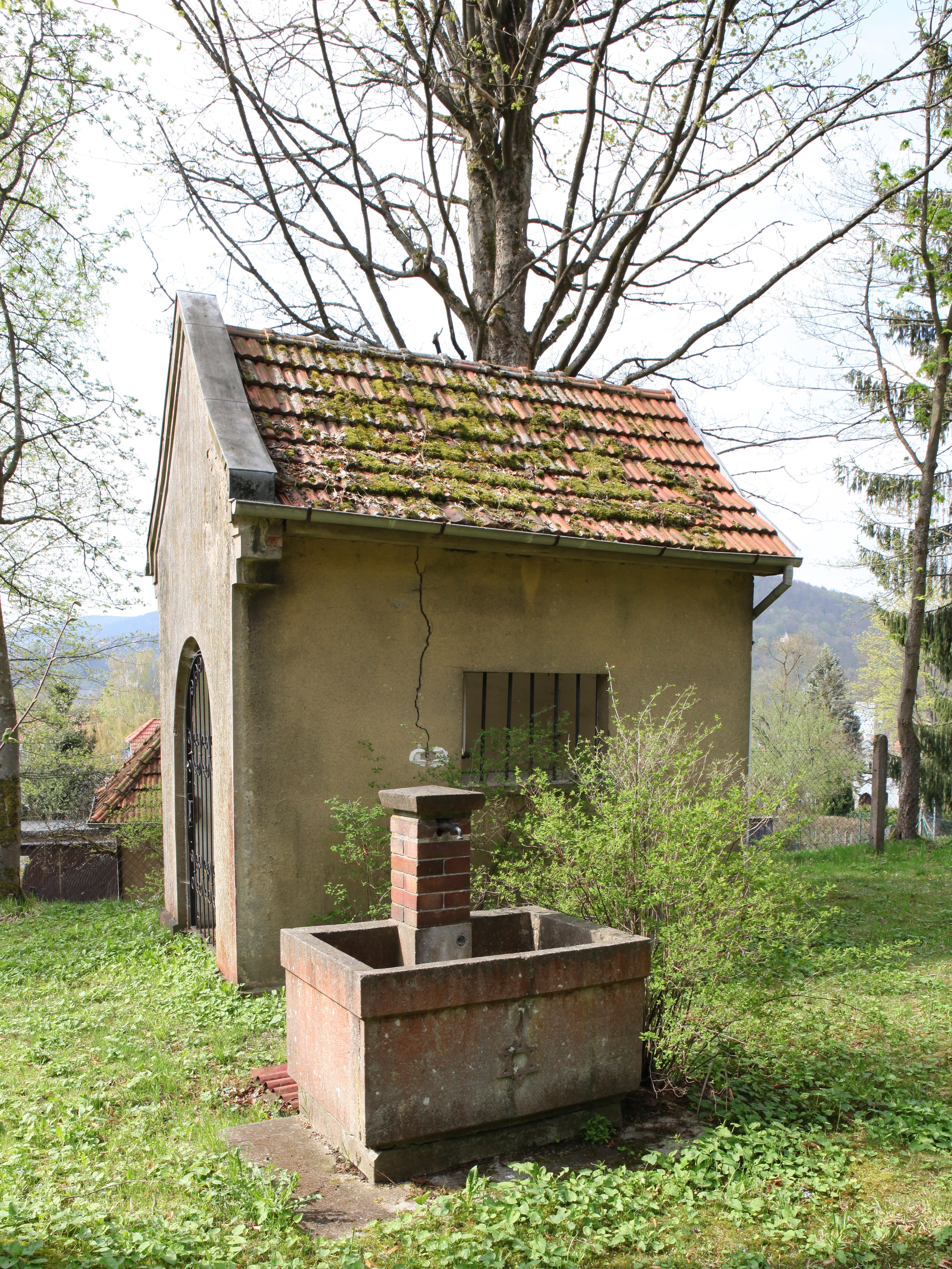
Leichenhalle und Wasserentnahmestelle

Der Jüdische Friedhof Suhl liegt in der südthüringischen Stadt Suhl. Der Friedhof ist unter Denkmalschutz gestellt.

## Geschichte
Die Brüder Löb und Moses Simson durften sich 1848 als erste Juden in Suhl seit dem 16. Jahrhundert niederlassen. 1880 lebten 91 jüdische Personen in der Stadt und 1905 waren es etwa 150. Sie bildeten seit 1859 mit den jüdischen Einwohnern Heinrichs eine gemeinsame Synagogengemeinde. 1932/33 lebten 120 jüdische Personen in der Stadt, 1939 waren noch 20 bis 30. 1942 wurden die letzten Suhler Juden deportiert. Zwei überlebten den Holocaust, da sie mit einer nichtjüdischen Frau verheiratet waren. Eine Synagoge wurde am 7. August 1906 eingeweiht, die während der Novemberpogrome 1938 zerstört wurde. Bis zur Anlage des Friedhofs in Suhl im Jahr 1903 benutzte die Kultusgemeinde den jüdischen Friedhof in Heinrichs.

## Lage und Charakterisierung
Der Friedhof liegt am Hoheloh, an der Straße Opfer des Faschismus gegenüber bzw. westlich des Hauptfriedhofs der Stadt Suhl. Auf einer Fläche von 18,3 Ar befinden sich in 13 Reihen 56 Grabstätten. Rechts hinter dem Eingangstor, das 2010 saniert wurde, steht ein Taharahaus, das 1937 errichtet wurde, und eine Wasserentnahmestelle. Beide Bauwerke tragen den Davidsstern.
Die Grabsteine sind nicht in den traditionellen jüdischen Formen gestaltet. Sie bestehen vorherrschend aus schwarzem Granit. Sie haben meist deutsche und hebräische Inschriften. Monumentale Grabstätten haben Mitglieder der Familie Simson. An das Ehepaar Gerson (1845–1904), Sohn von Moses Simson sowie Eigentümer der Simsonwerke, und Janette Simson (1847–1926) erinnert eine dreiflügelige Anlage, die aus schwarzem, poliertem Granit besteht. Sie setzt sich aus einem torhaften Zentral- und zwei Flankenelementen zusammen, die als oberen Kantenabschluss Quader und Kugeln aufweisen. Das Grabmonument ihres Sohnes Leonhard (1878–1929), der beim Schwimmen im Chiemsee tödlich verunglückte, ist eine begehbare, tempelartige Anlage, bei der grauer, geschliffener Kalkstein verwendet wurde. Zuletzt wurden auf dem Friedhof 1966 Hugo Rehbock und 1976 seine nichtjüdische Frau Emma Rehbock beigesetzt.

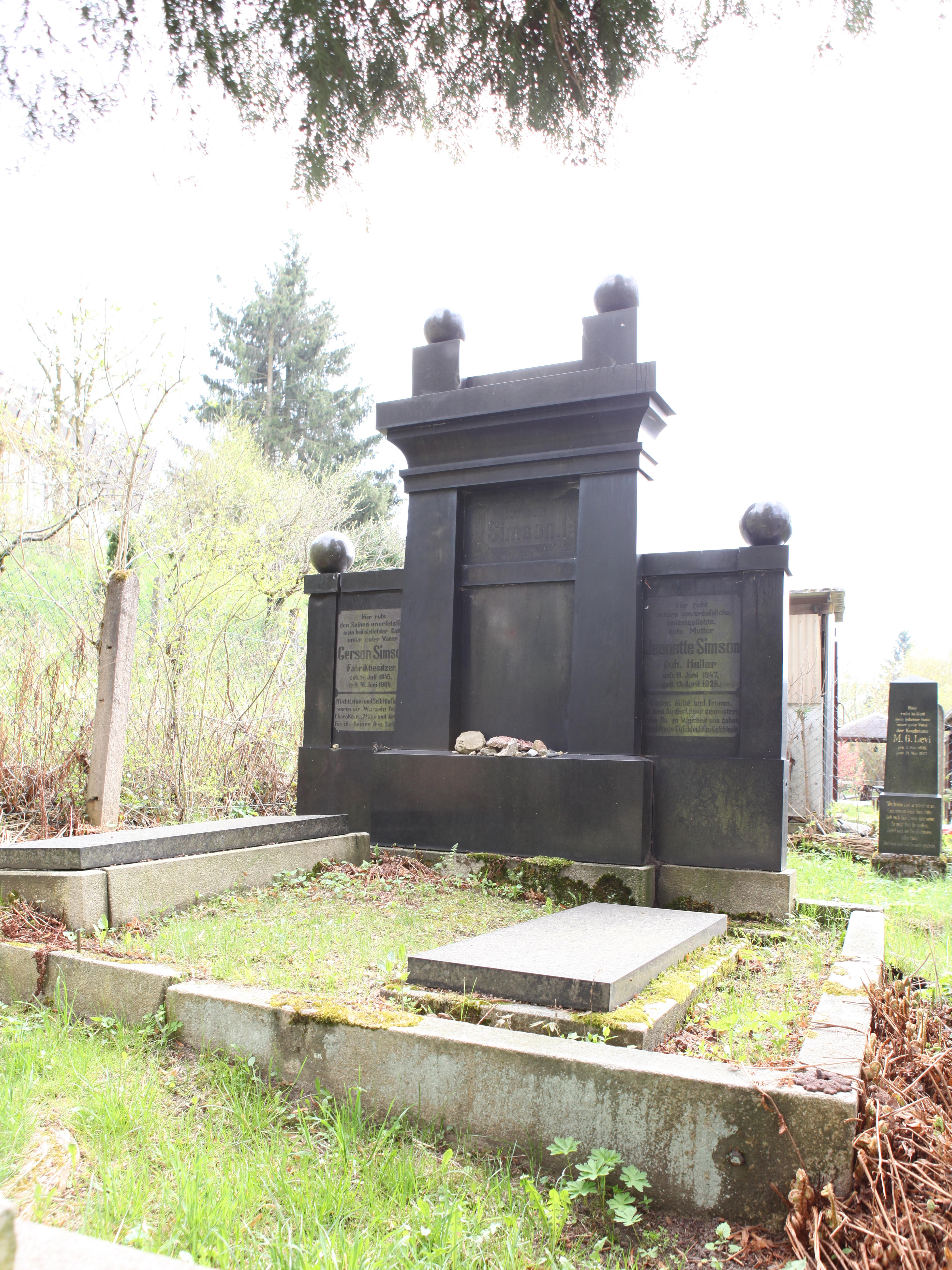
Grabdenkmal von Gerson und Janette Simson
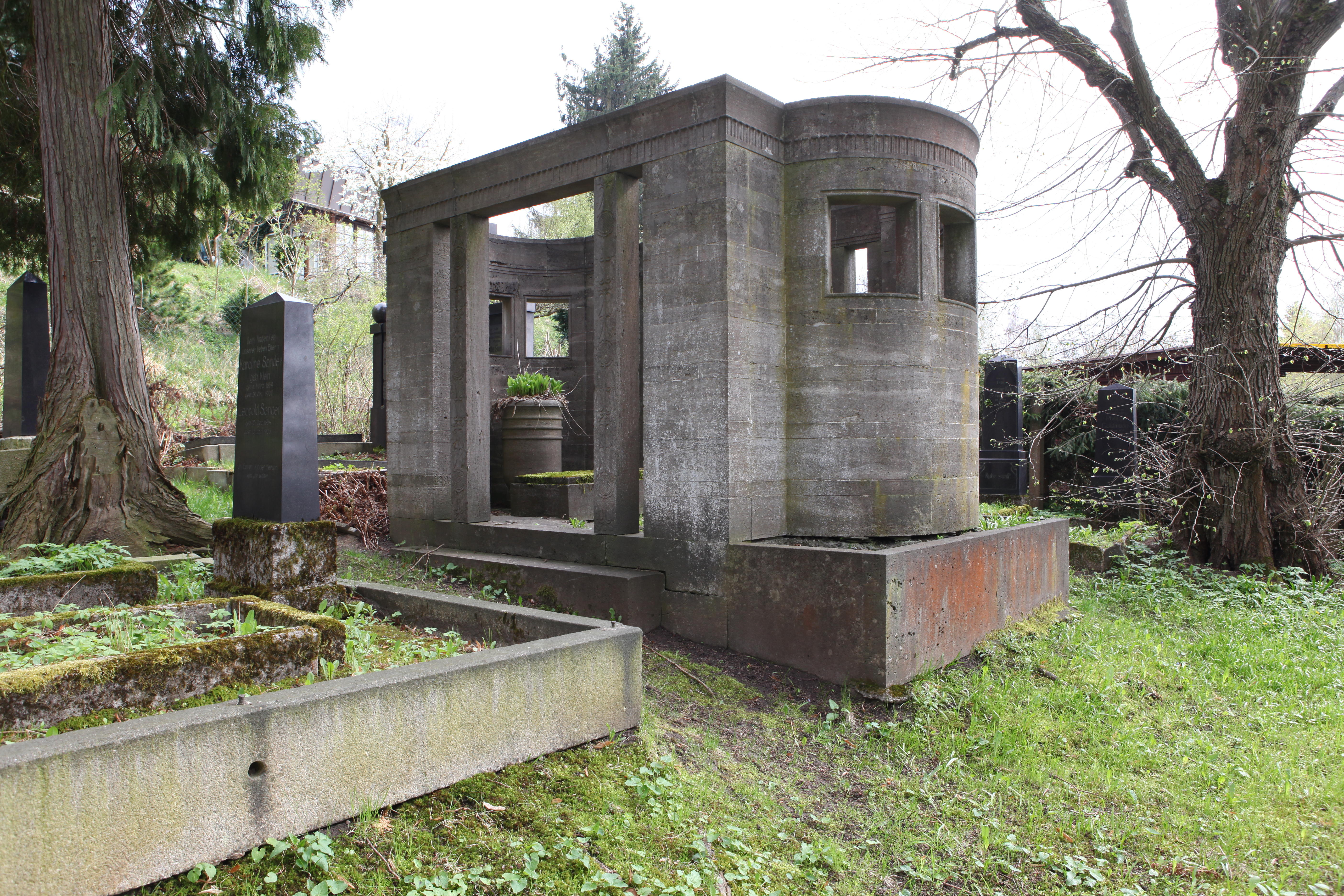
Grabdenkmal von Leonhard Simson